# کرم‌الله سلیمانی
کرم‌الله سلیمانی (۲ شهریور ۱۳۵۱) داستان‌نویس، نمایشنامه‌نویس، فیلمنامه‌نویس و کارگردان نمایش ایرانی زادهٔ گچساران است. 

## زندگی‌نامه
کرم‌الله سلیمانی در ۲ شهریور ۱۳۵۱ در گچساران زاده شد. او دوران کودکی و نوجوانی خود را تا اتمام دوره دبیرستان در این شهر سپری کرد. نوجوان بود که با ادبیات سیاسی و اجتماعی جریان‌های چپ ایران آشنا شد. همین باعث شد در همان سن که مصادف بود با سرکوب نیروهای سیاسی در ایران (دهه ۶۰) همراه پدرش مدتی در زندان کمیته باشد.
کرم‌اله سلیمانی آن‌روزها را این‌طوری توصیف می‌کند: برادرهای بزرگترم هوادار فدائیان خلق (شاخه‌ی اکثریت) بودند، فعالیت سیاسی داشتند و مخفی زندگی می‌کردند. کمیته‌ای‌ها من و پدرم را نگه داشته بودند تا برادرها خودشان را معرفی بکنند. توی کمیته بی‌احترامی‌های زیادی به پدرم که آدم شناخته شده‌ای در منطقه بود، شد. هنوز که هنوز هست درد و رنج پدرم را در آن‌روزها فراموش نکرده‌ام، دو جای بدنش شکسته بود و من کنارش توی سلول نشسته بودم.
سلیمانی تحصیلاتش را در دانشگاه کاشان در رشته هنرهای تجسمی (صنایع دستی) به پایان رساند.
او در خلال خیزش ۱۴۰۱ ایران (در حالی‌که بعد از چند سال زندگی در تهران و دوری از گچساران به آن‌جا برگشته بود) بازداشت شد و به زندان قدوسی افتاد.

## فعالیت ادبی
سلیمانی در اواخر دههٔ ۱۳۷۰ کارش را با شعر شروع کرد و سپس در نیمهٔ دوم دههٔ ۱۳۸۰ به ادبیات داستانی و نمایشنامه‌نویسی و فیلمنامه‌نویسی ورود کرد.
ابتدا مجموعه شعرِ اشک خرس را در سال ۱۳۸۳ چاپ کرد. پس از آن در سال ۱۳۸۸ داستان بلند فصل‌هایی در برزخ را از طریق انتشارات آهنگ دیگر منتشر کرد. سلیمانی دربارهٔ این داستان بلند می‌گوید: «زمانی که بوشهر سرباز نیروی دریایی بودم مأموریت می‌بردنمان به جزیرهٔ فارسی، جزیره‌ای کوچیک که به‌نوعی دورترین نقطهٔ مرزی کشور بود، روایت داستان فصل‌هایی در برزخ در آن جزیره می‌گذرد…»
سال ۱۳۹۱ رمان رطوبتی‌ها را از انتشارات آهنگ دیگر منتشر کرد. این رمان جزء انتخابی‌های مرحلهٔ پایانی ادبیات متفاوت جایزه واو بود.
با ورود به دانشگاه دولتی کاشان، در رشتهٔ صنایع دستی، در سن سی و هشت سالگی کار تئاتر را به‌شکلی جدی با دانشجوها شروع کرد و سپس هم‌زمان نمایش‌های زیادی را بیرون از دانشگاه نوشت و کارگردانی کرد. علاوه بر اجرای عمومی در دانشگاه کاشان، در شهرستان‌های جنوبی ایران، از جمله گچساران، یاسوج، بهبهان و همچنین در سال ۱۳۹۸ و ۱۳۹۹ و ۱۴۰۰ اجراهای متعددی در تماشاخانه‌های مستقل تهران داشته‌است. به گفتهٔ سلیمانی، نمایش «کفشدوزک‌ها حوالی میدان انقلاب» که ماه‌ها صرف تمرین و آماده شدنش برای اجرای عموم در تماشاخانه شهرزاد (پردیس تئاتر شهرزاد) شده بود، یک‌شب قبل از اجرا به دلیل پرداختن به زندان و اعدام جلویش گرفته شد.
سال ۹۵ نمایش «اسبِ چشمه» به نویسندگی و کارگردانی سلیمانی به تئاتر بین‌المللی فجر معرفی شد.
سلیمانی در سال ۱۴۰۰ رمانِ «هواپیما بیا بشین قلیون بکش» را از انتشاراتی نودا چاپ کرده‌است.

## کتابشناسی
- مجموعه شعر «اشکِ خرس» انتشارات چویل، ۱۳۸۳
- رمانِ «فصل‌هایی در برزخ» انتشارات آهنگ دیگر، تهران ۱۳۸۸
- رمانِ «رطوبتی‌ها» انتشارات آهنگ دیگر، تهران ۱۳۹۱(جز انتخابی‌های دورهٔ دهم ادبیات متفاوت ایران، جایزه واو)
- رمانِ «هواپیما بیا بشین قلیون بکش» نشر نودا، تهران ۱۴۰۰[۶]
- نمایشنامه «کفشدوزک‌ها حوالی میدانِ انقلاب» آماده چاپ
- فیلمنامه «اسبِ چشمه» آماده چاپ
- فیلمنامه «سکسکهٔ ماه پشتِ ابر» آماده چاپ

## نمایش‌ها
- سکسکه‌ی ماه پشتِ ابر (نویسنده و کارگردان)۱۳۹۳[۷]
- پدربزرگ رفته اسم آخر دنیا رو با خودش بیاره (نویسنده و کارگردان)۱۳۹۴[۸]
- اسبِ چشمه (نویسنده و کارگردان)، اجراهای متعدد در شهرهای بهبهان، یاسوج، گچساران ۱۳۹۵ و تهران ۱۳۹۸ و همچنین حضور در جشنواره بین‌المللی تئاتر فجر ۱۳۹۵[۶]
- عبور از باغِ سرخ (نویسنده و کارگردان) ۱۳۹۶[۹]
- برخورد نزدیک در نیویورک (نویسنده و کارگردان، برداشتی آزاد از داستان کوتاهی به همین نام از رضا براهنی)۱۳۹۸[۱۰]
- کفشدوزک‌ها حوالیِ میدانِ انقلاب (نویسنده و کارگردان) ۱۴۰۰[۱۱]